# Скорост на химичната реакция
Скоростта на химичната реакция характеризира колко бързо протича превръщането на едуктите (изходните вещества) в продукти. За дадена необратима реакция между изходните вещества A и B до продуктите C и D:
{\displaystyle {{\mathit {\nu _{A}}}A}+{{\mathit {\nu _{B}}}B}\rightarrow {{\mathit {\nu _{C}}}C}+{{\mathit {\nu _{D}}}D}}
скоростта на химичната реакция r може да се дефинира по следния начин:
{\displaystyle r={\frac {\mathrm {d} \xi }{V\mathrm {d} t}}=-{\frac {1}{\nu _{\mathrm {A} }}}{\frac {\mathrm {d} [\mathrm {A} ]}{\mathrm {d} t}}=-{\frac {1}{\nu _{\mathrm {B} }}}{\frac {\mathrm {d} [\mathrm {B} ]}{\mathrm {d} t}}={\frac {1}{\nu _{\mathrm {C} }}}{\frac {\mathrm {d} [\mathrm {C} ]}{\mathrm {d} t}}={\frac {1}{\nu _{\mathrm {D} }}}{\frac {\mathrm {d} [\mathrm {D} ]}{\mathrm {d} t}}}
- {\displaystyle {\mathit {\nu _{A}}},{\mathit {\nu _{B}}},...} – стехиометричният коефициент на компонента i
- {\displaystyle [\mathrm {A} ],[\mathrm {B} ],...} - моларната концентрация на компонента i ({\displaystyle =\mathrm {C} _{A},\mathrm {C} _{B},...})
- {\displaystyle t} – време
- {\displaystyle d\xi _{i}={\frac {dn_{i}}{\nu _{i}}}} – степен на извършване на реакцията, изразена чрез някой от компонентите i
- {\displaystyle n_{i}} – количеството вещество от компонента i (броят на моловете)
- {\displaystyle V} – обем на реакционната смес

Скоростта на химичната реакция r има измерение {\displaystyle {\frac {mol_{i}}{m^{3}\cdot s}}}. Тя е пропоционална на концентрациите на изходните вещества (т. нар. „закон за действие на масите“):
{\displaystyle r=k\cdot {{\mathit {C_{A}}}^{\nu _{A}}}\cdot {{\mathit {C_{B}}}^{\nu _{B}}}}
където k е скоростната константа. Колкото по-висока стойност има k, толкова по-бързо протича реакцията. Някои вещества могат да увеличават скоростта на реакцията, те се наричат катализатори. Други може да я забавят, те се наричат инхибитори. Скоростта на химичната реакция е от значение при оразмеряването на химически реактори и др.
Горната дефиниция на скоростта на химичната реакция се използва предимно за реакции в течна среда и с приблизително константен обем. При процеси с участието на газове може да е от предимство използването например на парциалните налягания pi на газовете вместо моларните концентрации Ci. Също така е възможно скоростта да се дефинира не с обема V , а с маса (напр. на катализатор) или повърхност при хетерогенни реакции.

## Зависимост от температурата
Скоростта на химичната реакция се променя с температурата (обикновено нараства). Зависимостта ѝ от температурата се задава с т. нар. уравнение на Арениус. 
Виж Уравнение на Арениус

## Обратима реакция
Ако реакцията е обратима (т.е. продуктите C и D могат да реагират до A и B):
{\displaystyle {{\mathit {\nu _{A}}}A}+{{\mathit {\nu _{B}}}B}\leftrightarrow {{\mathit {\nu _{C}}}C}+{{\mathit {\nu _{D}}}D}}
тогава може да се дефинират скорост на правата реакция rf и скорост на обратната реакция  rb. 
{\displaystyle r_{f}=k_{f}\cdot {{\mathit {C_{A}}}^{\nu _{A}}}\cdot {{\mathit {C_{B}}}^{\nu _{B}}}}
{\displaystyle r_{b}=k_{b}\cdot {{\mathit {C_{C}}}^{\nu _{C}}}\cdot {{\mathit {C_{D}}}^{\nu _{D}}}}
При достигане на равновесие двете скорости се изравняват. Съотношението на техните скоростни константи се нарича равновесна константа:
{\displaystyle K={\frac {k_{f}}{k_{b}}}={\frac {{{\mathit {C_{C}}}^{\nu _{C}}}\cdot {{\mathit {C_{D}}}^{\nu _{D}}}}{{{\mathit {C_{A}}}^{\nu _{A}}}\cdot {{\mathit {C_{B}}}^{\nu _{B}}}}}}
Виж Равновесна константа

## Порядък на реакцията
За реакция със скорост:
{\displaystyle r=k\cdot {{\mathit {C_{A}}}^{\nu _{A}}}\cdot {{\mathit {C_{B}}}^{\nu _{B}}}}
сумата от степенните показатели (стехиометричните коефициенти) в скоростното уравнение {\displaystyle \nu _{A}+\nu _{B}} се нарича порядък на реакцията. Действителният порядък на реакцията не винаги отговаря на сумата от стехиометричните коефициенти, тъй като реалният механизъм на реакцията може да е по-сложен, но формално е удобно скоростта r да се дефинира по този начин (т. нар. формален порядък).

### Реакции от нулев порядък
{\displaystyle r=k\cdot {{\mathit {C_{A}}}^{0}}\cdot {{\mathit {C_{B}}}^{0}}=k}
При тези реакции скоростта не зависи от концентрацията на веществата.

### Реакции от първи порядък
{\displaystyle r=k\cdot {{\mathit {C_{A}}}^{1}}\cdot {{\mathit {C_{B}}}^{0}}=k\cdot {\mathit {C_{A}}}}
При реакциите от първи порядък скоростта е пропорционална (само) на концентрацията на един от компонентите. Пример за реакция от първи порядък е радиоактивният разпад. 

### Реакции от втори порядък
{\displaystyle r=k\cdot {{\mathit {C_{A}}}^{1}}\cdot {{\mathit {C_{B}}}^{1}}=k\cdot {\mathit {C_{A}}}\cdot {\mathit {C_{B}}}}